# Sinagoga portoghese di Amsterdam

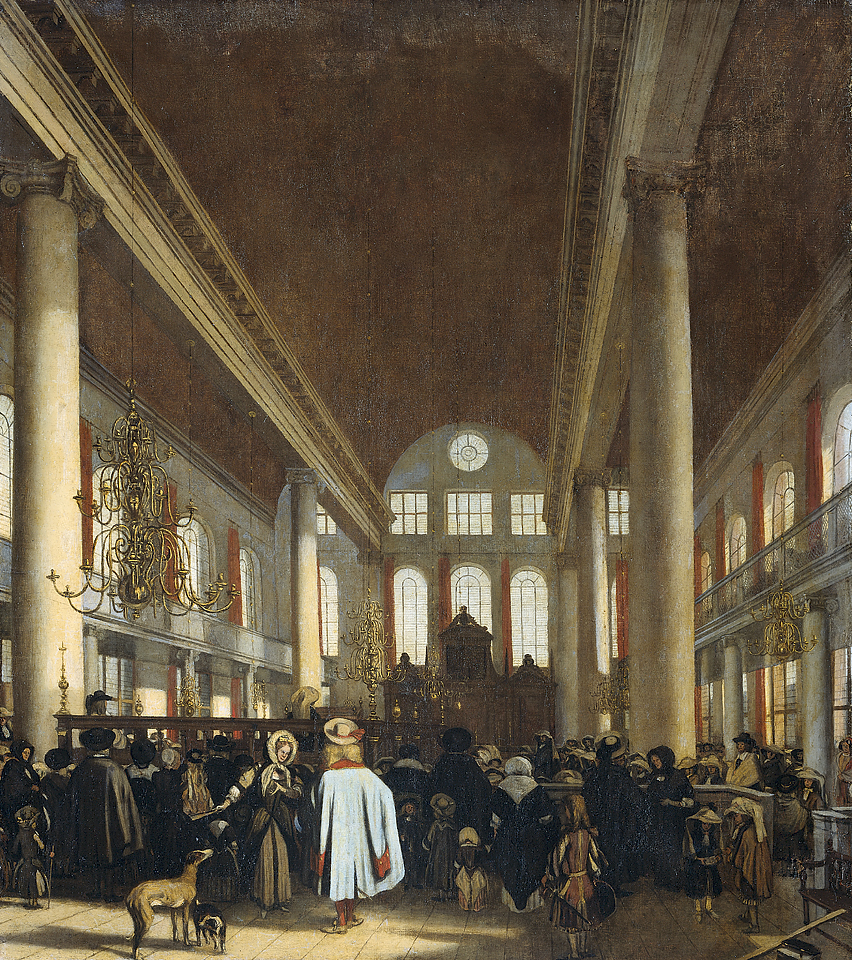
Gli interni della sinagoga portoghese in un dipinto di Emanuel de Witte (1680 ca.)

La sinagoga portoghese (in olandese: Portugees-Israëlietische Synagoge o – semplicemente – Portugese Synagoge; nota anche come Esnoga o Snoge) è una sinagoga di Amsterdam, costruita tra il 1671 al 1675 su commissione della comunità ebrea sefarditi portoghese e su progetto dell'architetto Elias Bouman, che si ispirò al tempio di Salomone di Gerusalemme.
Si tratta della più antica sinagoga della capitale olandese e dell'unica ancora utilizzata per celebrare delle funzioni religiose.
La sinagoga ospita anche una mostra permanente sulla storia della comunità ebraica di Amsterdam dal XVII secolo all'occupazione nazista del 1940.
Nel cosiddetto Canon van Amsterdam, la sinagoga portoghese occupa il 19º posto.

## Ubicazione
La sinagoga portoghese si trova al nr. 3 di Mr. Visserplein, una piazza situata accanto a Waterlooplein, nel Jodenbuurt di Amsterdam, nella zona detta Oude Zijde (“zona vecchia”, nel nord-est della città), al confine con il quartiere di Plantage e la cosiddetta “Cerchia dei Canali Est” (detta anche “Cerchia dei Canali Sud”). 

È situata nei pressi dello Joods Historisch Museum (il museo storico ebraico) e nelle vicinanze di Rembrandtplein, del Museo Willet-Holthuysen e del Blauwbrug.

## Caratteristiche

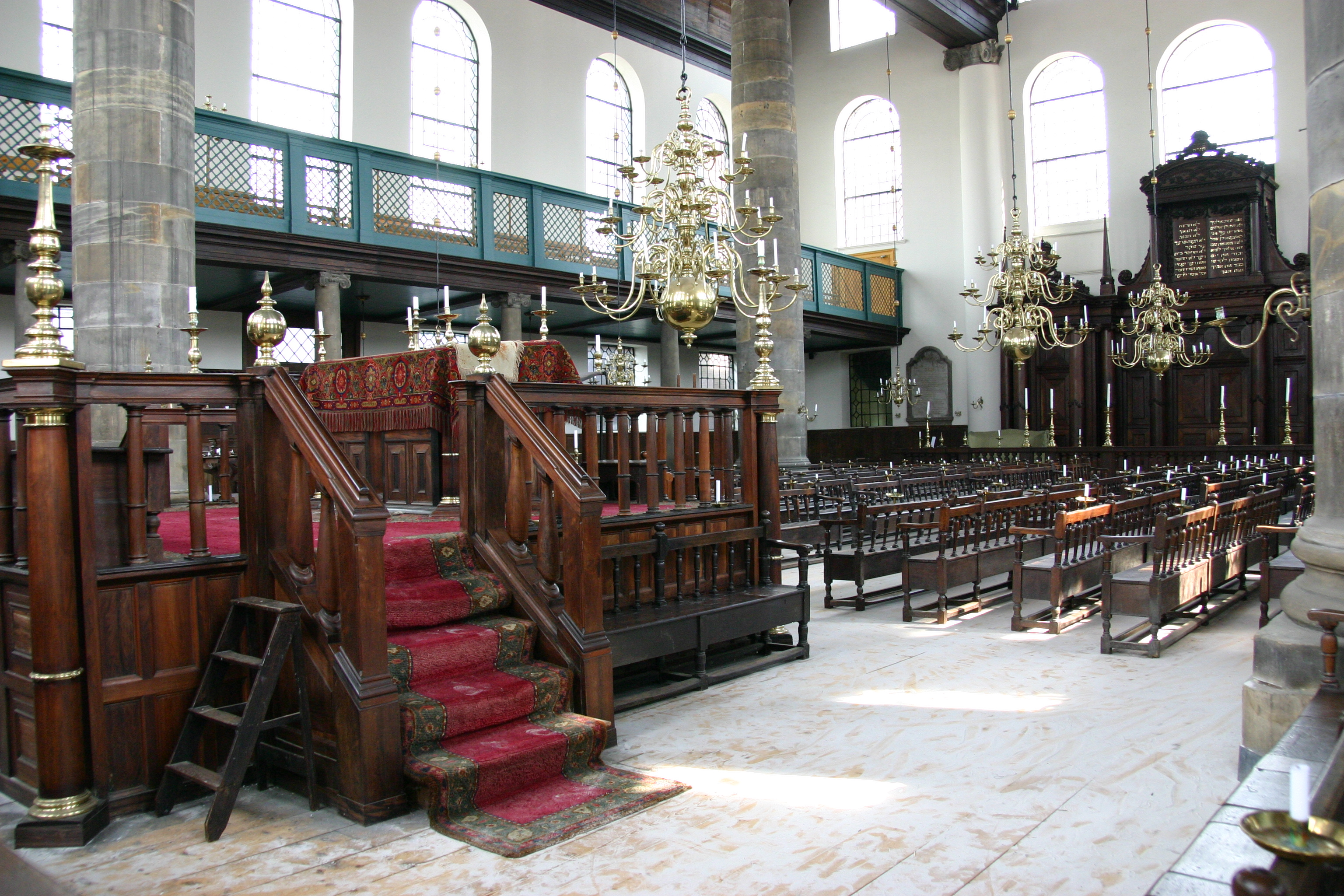
Gli interni della sinagoga portoghese

L'edificio, rivolto verso sud-est, in direzione di Gerusalemme, è a pianta rettangolare, è suddiviso da tre navate e presenta un soffitto in legno.
Gli interni sono illuminati da 1.000 candele e dalla luce proveniente dalle 72 finestre. Vi sono poi 24 candelabri in ottone, utilizzati per le funzioni serali.
Nella sinagoga portoghese, si trova una delle più importanti biblioteche al mondo, la Ets Haim, inaugurata nel 1615.

## Curiosità
- Una copia in scala 1:25 della sinagoga portoghese si trova nel parco di Madurodam nei pressi de L'Aia.